# كيفن موسكوسو
كيفن موسكوسو (بالإسبانية: Kevin Moscoso)‏ هو لاعب كرة قدم غواتيمالي، ولد في 13 يونيو 1993 في مدينة غواتيمالا في غواتيمالا.

## وصلات خارجية
- كيفن موسكوسو على موقع قاعدة بيانات كرة القدم.إي يو (الإنجليزية)
- كيفن موسكوسو على موقع ناشيونال فوتبول تيمز (الإنجليزية)
- كيفن موسكوسو على موقع Soccerway.com (الإنجليزية)